# Římskokatolická církev v Belgii
Římskokatolická církev je největší církví Belgie, formálně se k ní v průzkumech hlásí asi 75 % z cca 10 miliónů obyvatel (ve sčítání lidu není otázka na vyznání povolena). Církev se však potýká se značnou sekularizací společnosti, navzdory vysokému počtu „deklaratorních katolíků“ se návštěvnost nedělních bohoslužeb pohybuje dost nízko (okolo 8 % v roce 2004).
Církev je silně podporována státem a formálně má velmi silnou pozici ve školství – je zde povinná volba mezi předměty etika a náboženství, 60 % žáků vyšších škol navštěvuje katolické školy, vysokou prestiž má např. Katolická univerzita v Lovani. Mnoho těchto katolických škol však je katolických pouze z titulu zřizovatele a od státních škol se nijak neliší.
Stát platí platy a penze duchovních a garantuje náboženskou svobodu. Existuje oficiální duchovní služba v armádě a ve vězeňství – patřičné duchovní navrhuje církev a jmenuje vláda. Státní nemocnice (jakož i některé soukromé) oficiální duchovní zpravidla nemají, avšak zákon jim stanoví povinnost umožnit kněžím přístup k pacientům, kteří o ně požádají.

## Struktura
- arcidiecéze Mechelen-Brusel (zal. 1559)
  - diecéze Lutych (zal. 4. stol.)
  - diecéze Tournai (zal. 6. stol.)
  - diecéze Antverpy (zal. 1559, obnov. 1961)
  - diecéze Bruggy (zal. 1559, obnov. 1834)
  - diecéze Namur (zal. 1559)
  - diecéze Gent (zal. 1559)
  - diecéze Hasselt (zal. 1967)
- Belgický vojenský ordinariát (zal. 31. červenec 1986) vznikl povýšením z Vojenského vikariátu Belgie, který byl založen 7. září 1957 (viz také vojenský ordinariát)[2][3]

## Fotogalerie

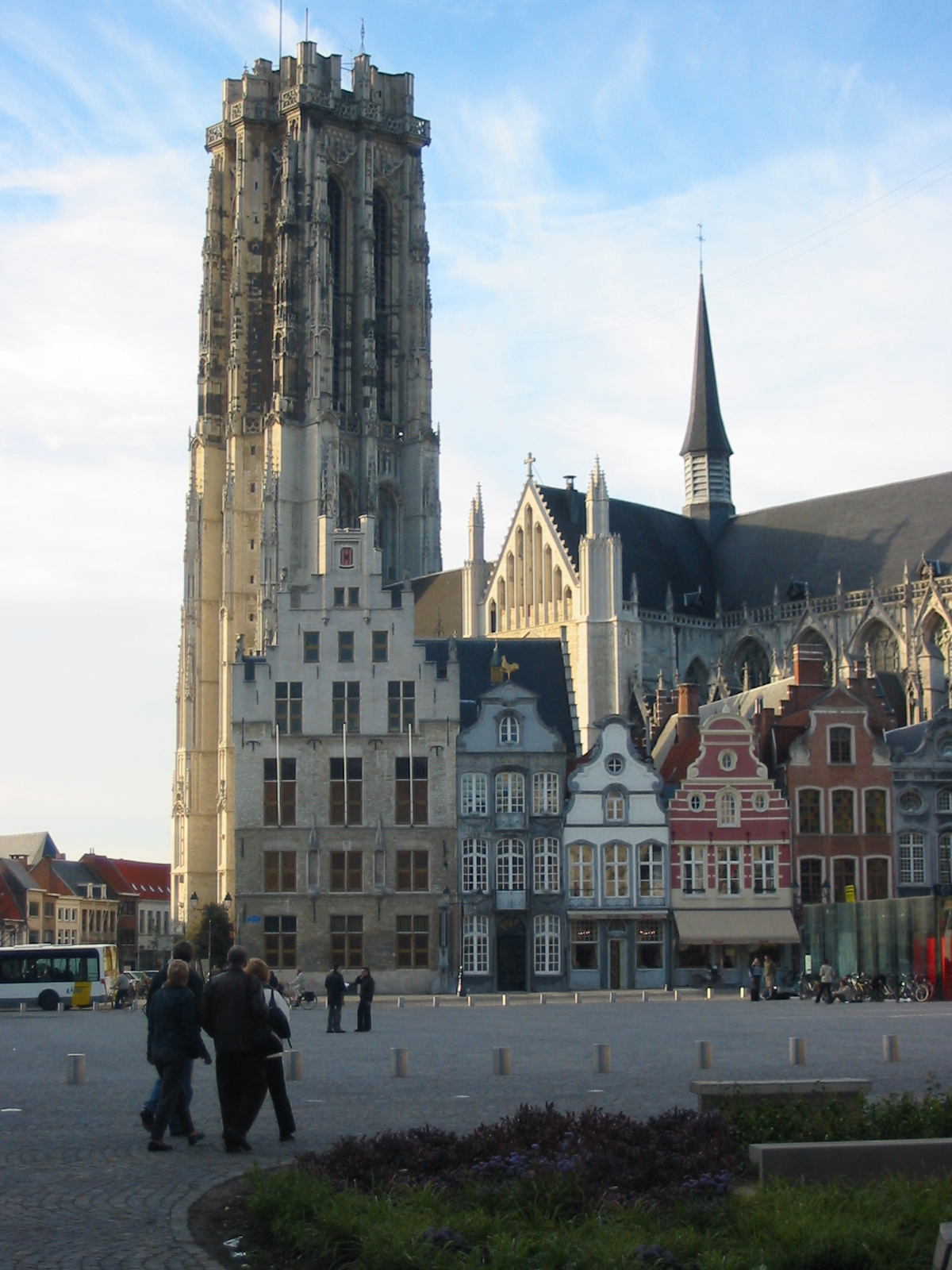
Katedrála sv. Rumbolda v Mechelenu
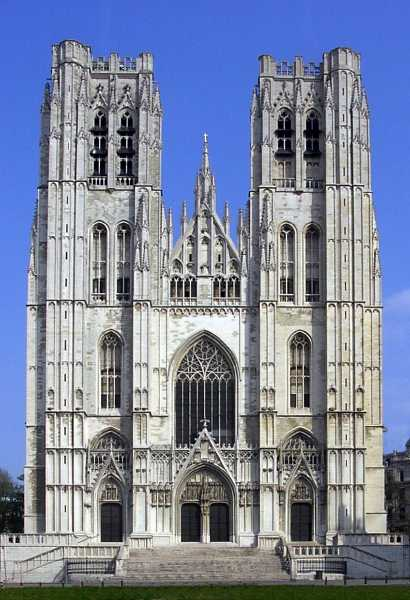
Katedrála sv. Michaela a sv. Guduly v Bruselu
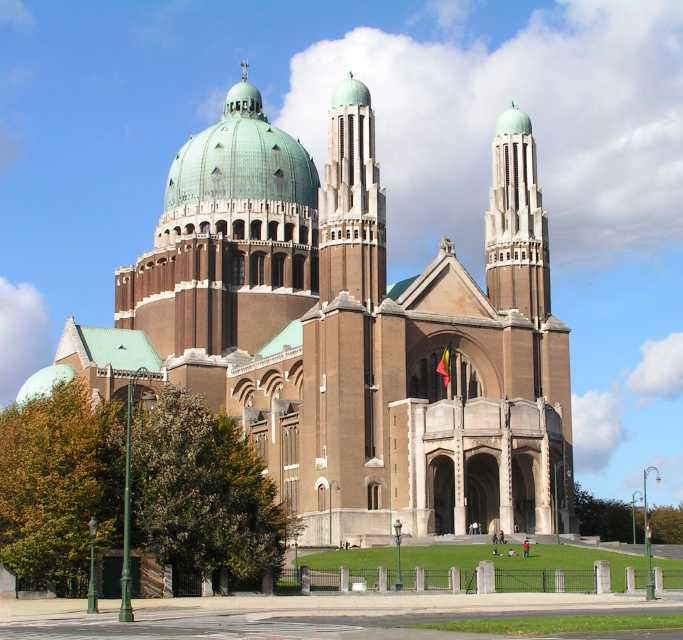
Bazilika Nejsv. Srdce Ježíšova v Bruselu
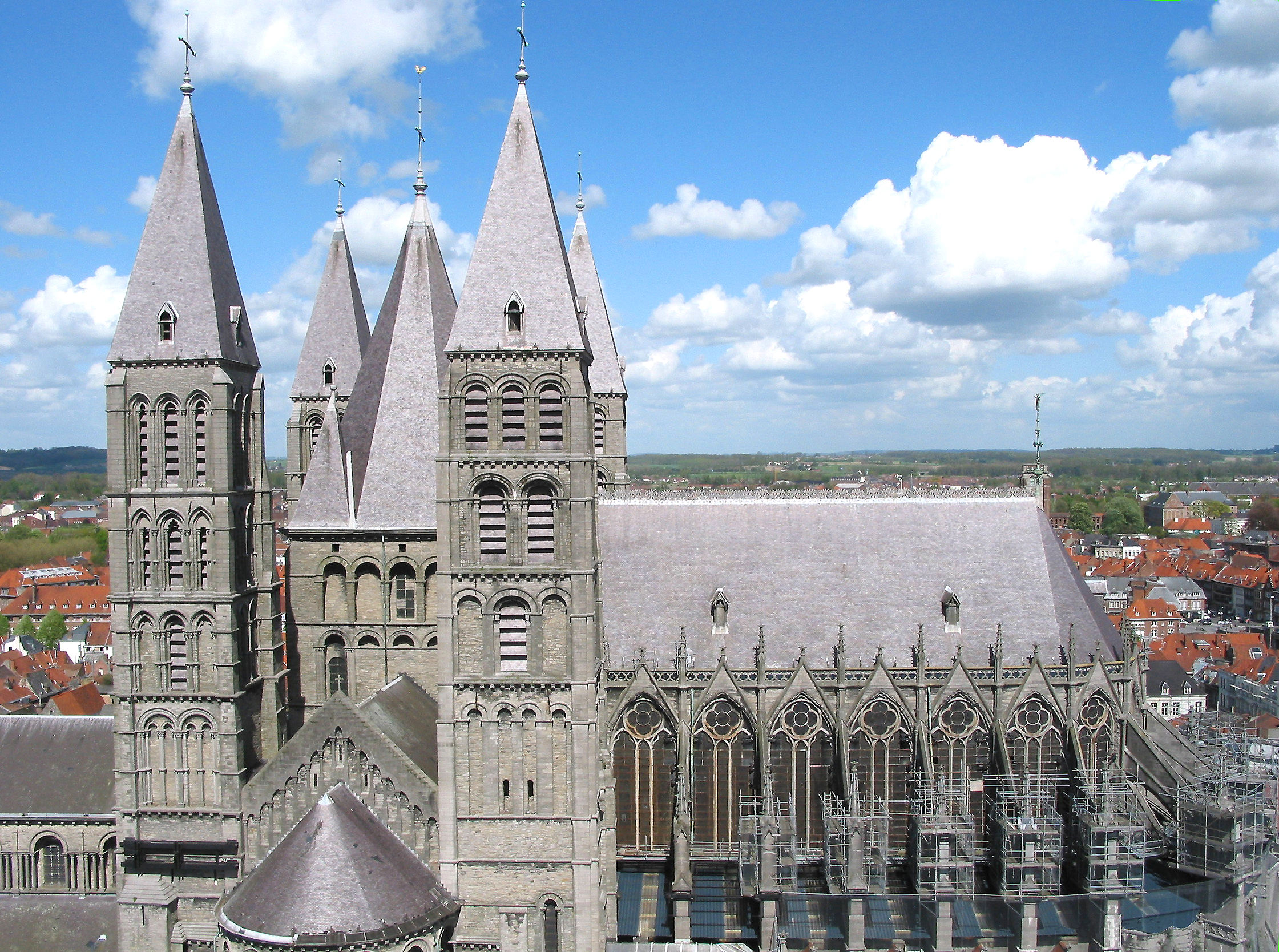
Katedrála Panny Marie v Tournai
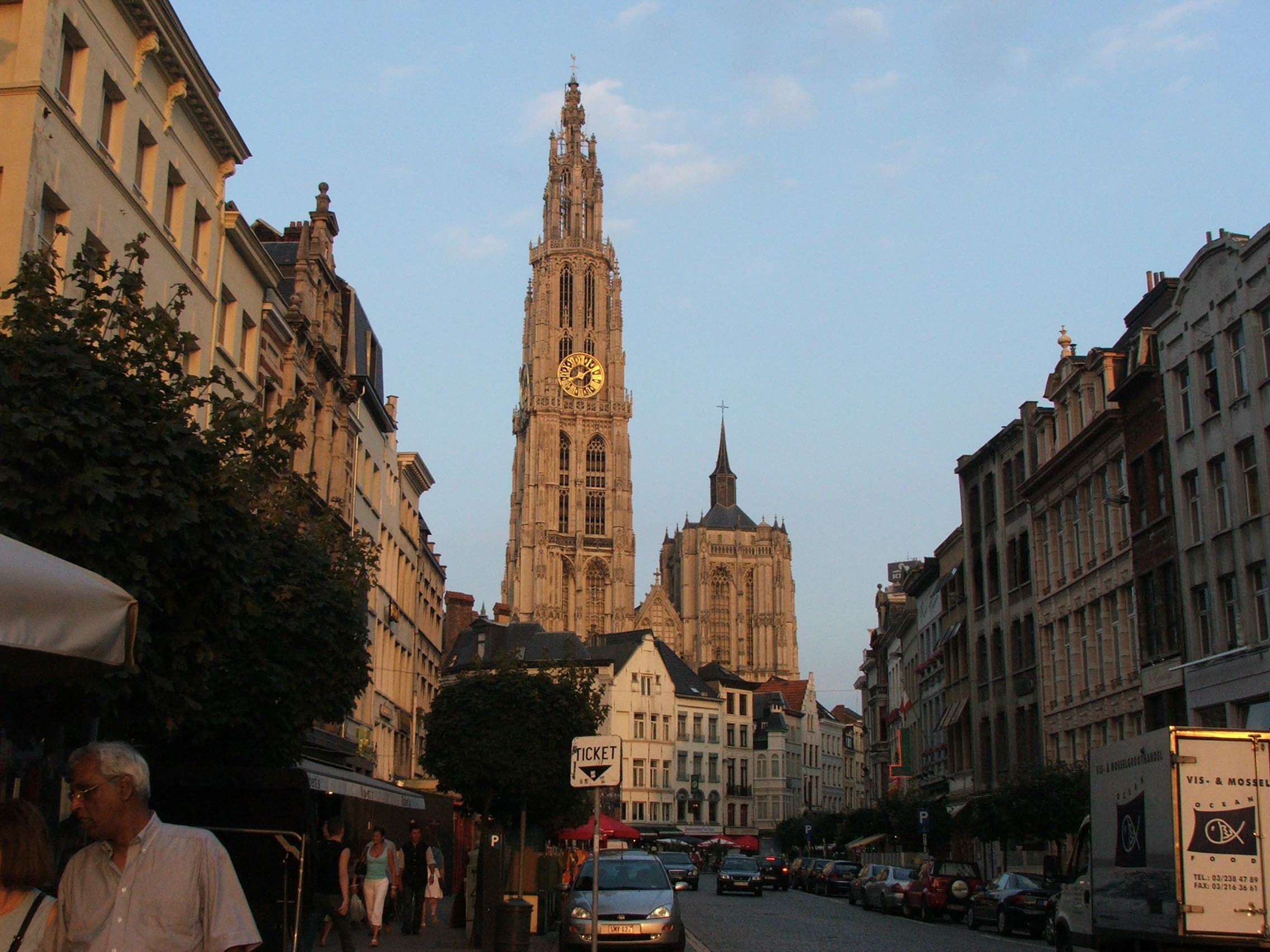
Katedrála Panny Marie v Antverpách
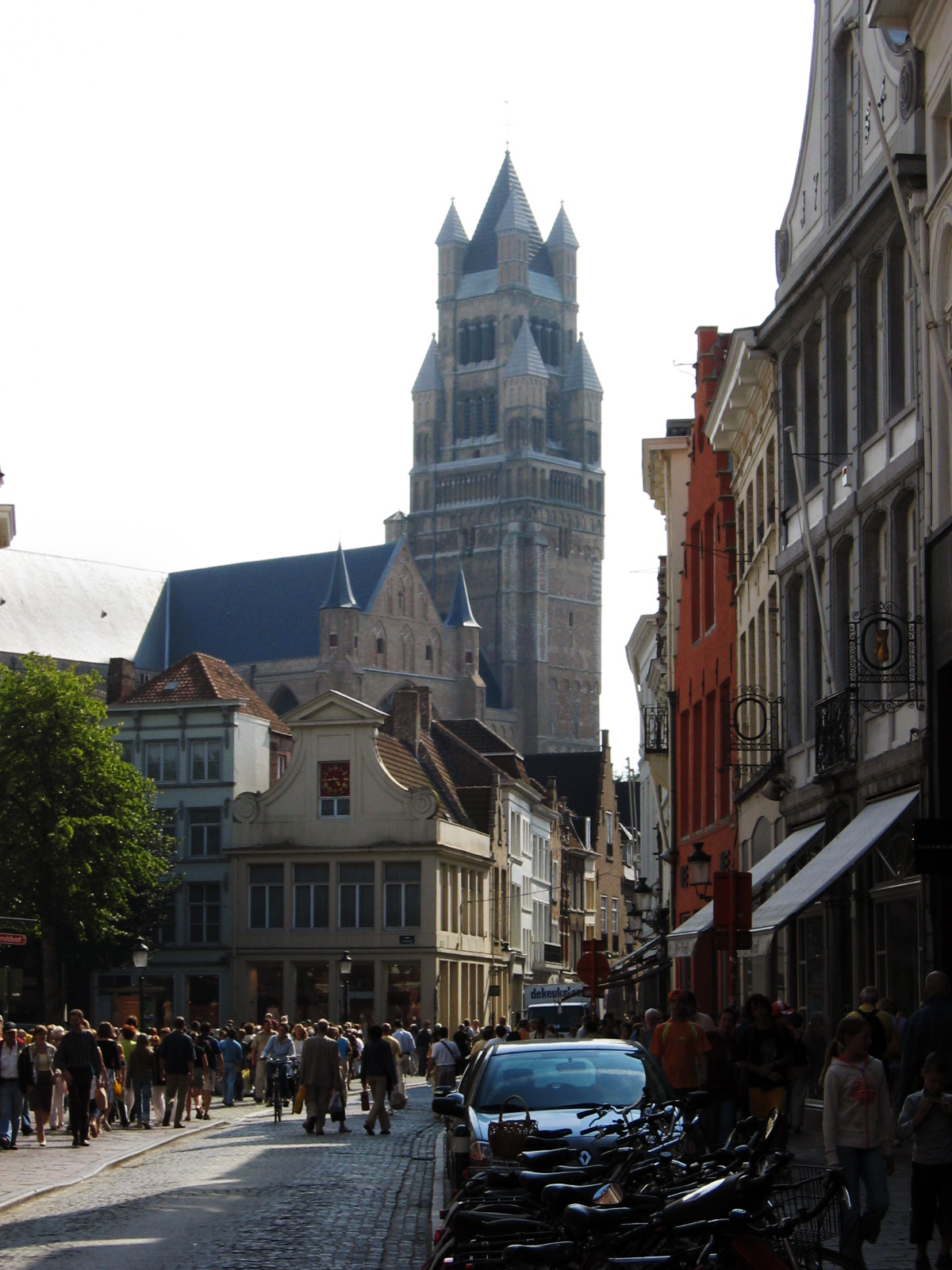
Katedrála sv. Spasitele v Bruggách
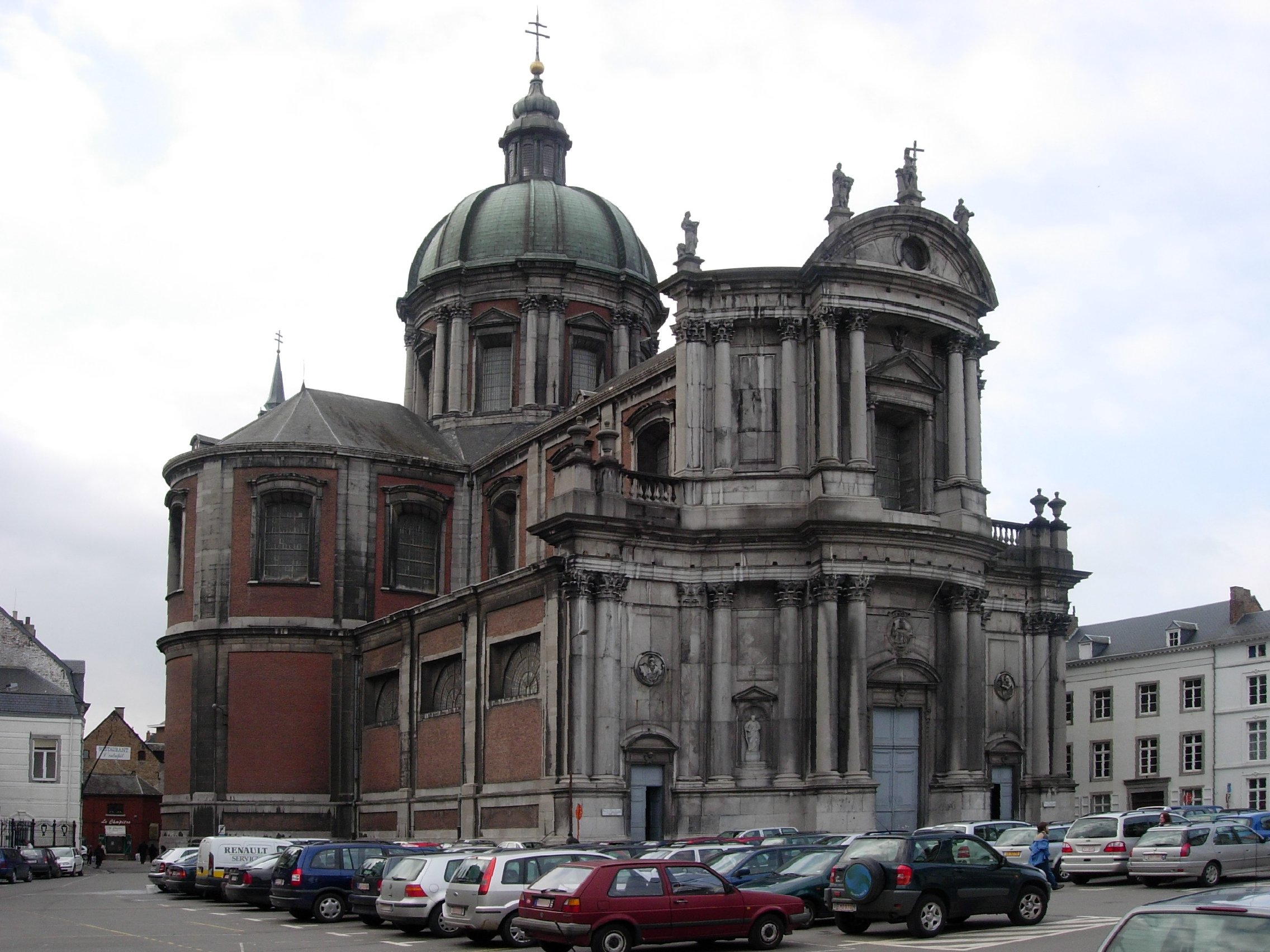
Katedrála sv. Albana v Namuru
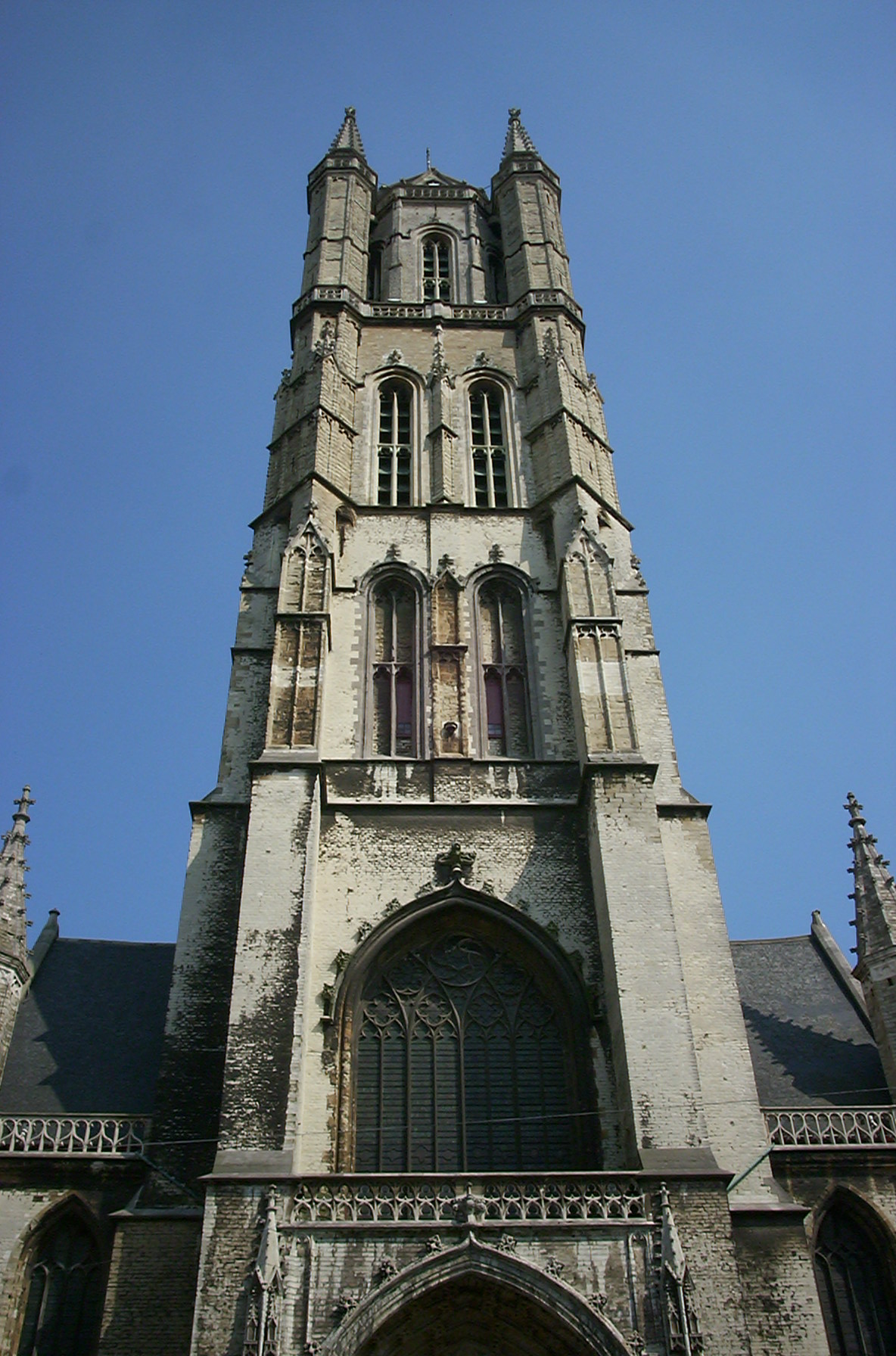
Katedrála sv. Bavona v Gentu
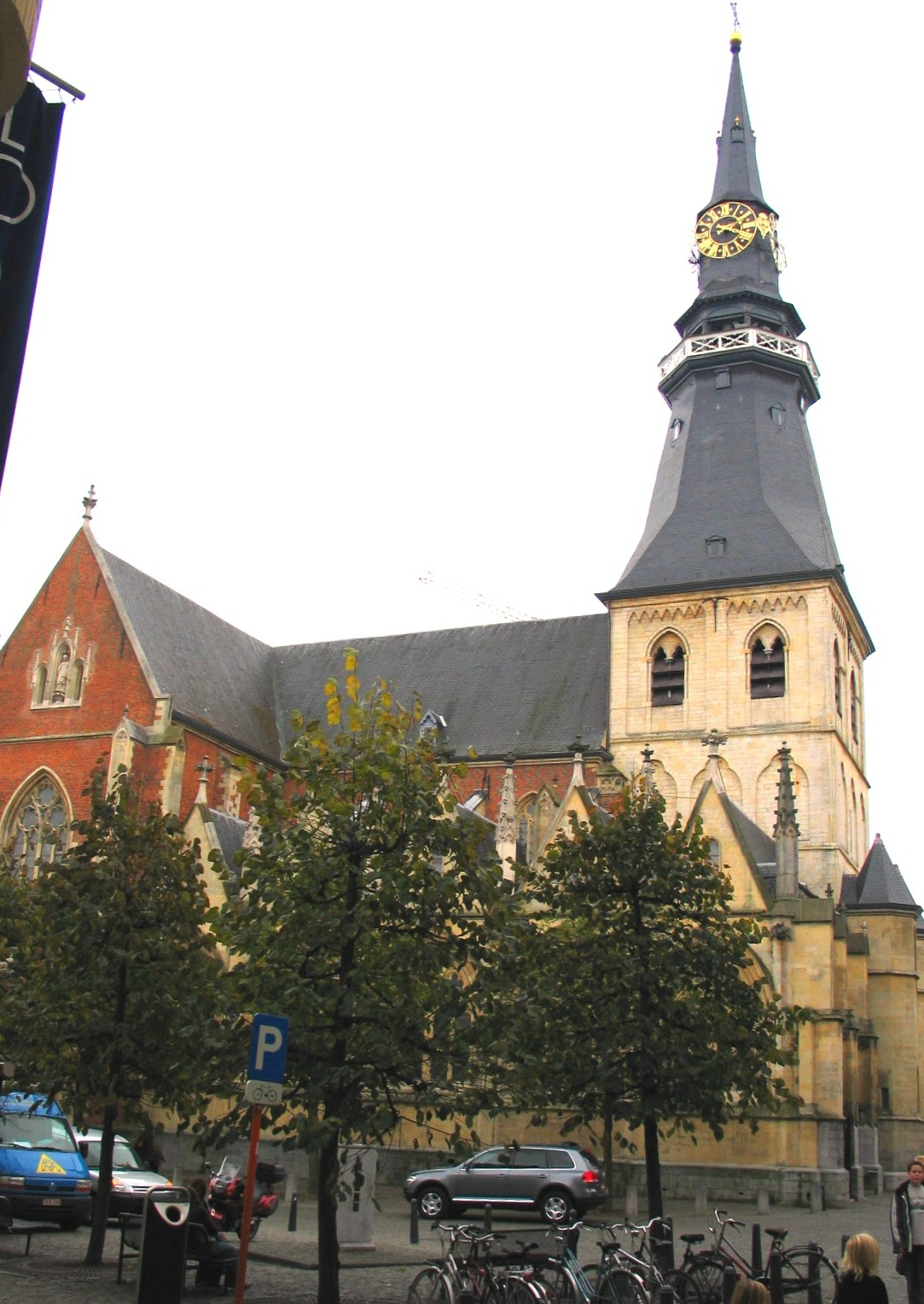
Katedrála sv. Kvintína v Hasseltu